# Campo di internamento di Campagna
Il campo di internamento di Campagna (Salerno) fu uno dei principali luoghi di confino allestiti dal governo Italiano per i profughi ebrei presenti entro i confini nazionali al momento dell'entrata dell'Italia nella seconda guerra mondiale, secondo per grandezza e importanza solo al campo di Ferramonti in Calabria. Il campo operò a Campagna tra il 16 giugno 1940 e l'8 settembre 1943.

## Storia
A seguito delle disposizioni emanate dal governo, in tutta Italia vennero cercate delle strutture adatte alla detenzione degli oppositori al regime che non fossero in zone vicine a porti, a importanti strade o linee ferroviarie, ad aeroporti o a fabbriche di armamenti.
L'8 settembre 1939 il Prefetto Bianchi di Salerno propose al Ministero dell'interno, di ubicare il campo in due caserme dismesse di Campagna: l'ex Convento Domenicano di San Bartolomeo e l'ex Convento degli Osservanti dell'Immacolata Concezione.

## Gli edifici
Le strutture destinate per il campo, la caserma San Bartolomeo e quella della Concezione, erano di proprietà del comune e venivano utilizzate dal Distretto militare di Campagna, una volta l'anno per gli allievi ufficiali del Regio Esercito, per le esercitazioni pratiche di campo. Avendone la disponibilità, la Prefettura, dopo averne avuto la disposizione, effettuò dei lavori di manutenzione ordinaria.

### Caserma San Bartolomeo

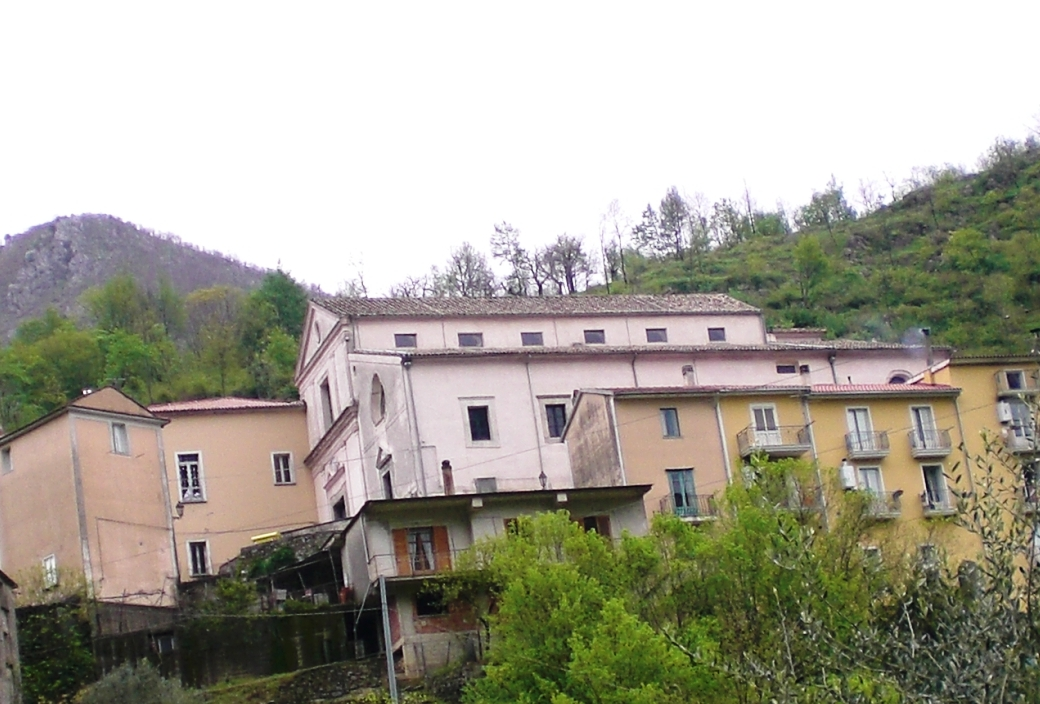
Ex complesso conventuale di San Bartolomeo, uno dei due edifici destinati un tempo a campo di internamento fascista

È un ex convento quattrocentesco dei domenicani edificato nel medioevale quartiere San Bartolomeo, fra stradine anguste e il ripido pendio del colle Girolo, nella valle del fiume Atri. Vista la sua ubicazione, venne ritenuto idoneo ad ospitare detenuti, in quanto posto in posizione sorvegliabile e con pochi accessi.
L'edificio si sviluppa su tre livelli, e all'epoca aveva cinque grandi camerate, quattro piccole, quattro stanze grandi e tre piccole, quattro corridoi, cucine, dispense e magazzini. Dotato di acqua e luce elettrica, poteva alloggiare circa 450 persone, oltre al corpo di guardia con alloggio per un graduato e sei carabinieri.

### Caserma Immacolata Concezione

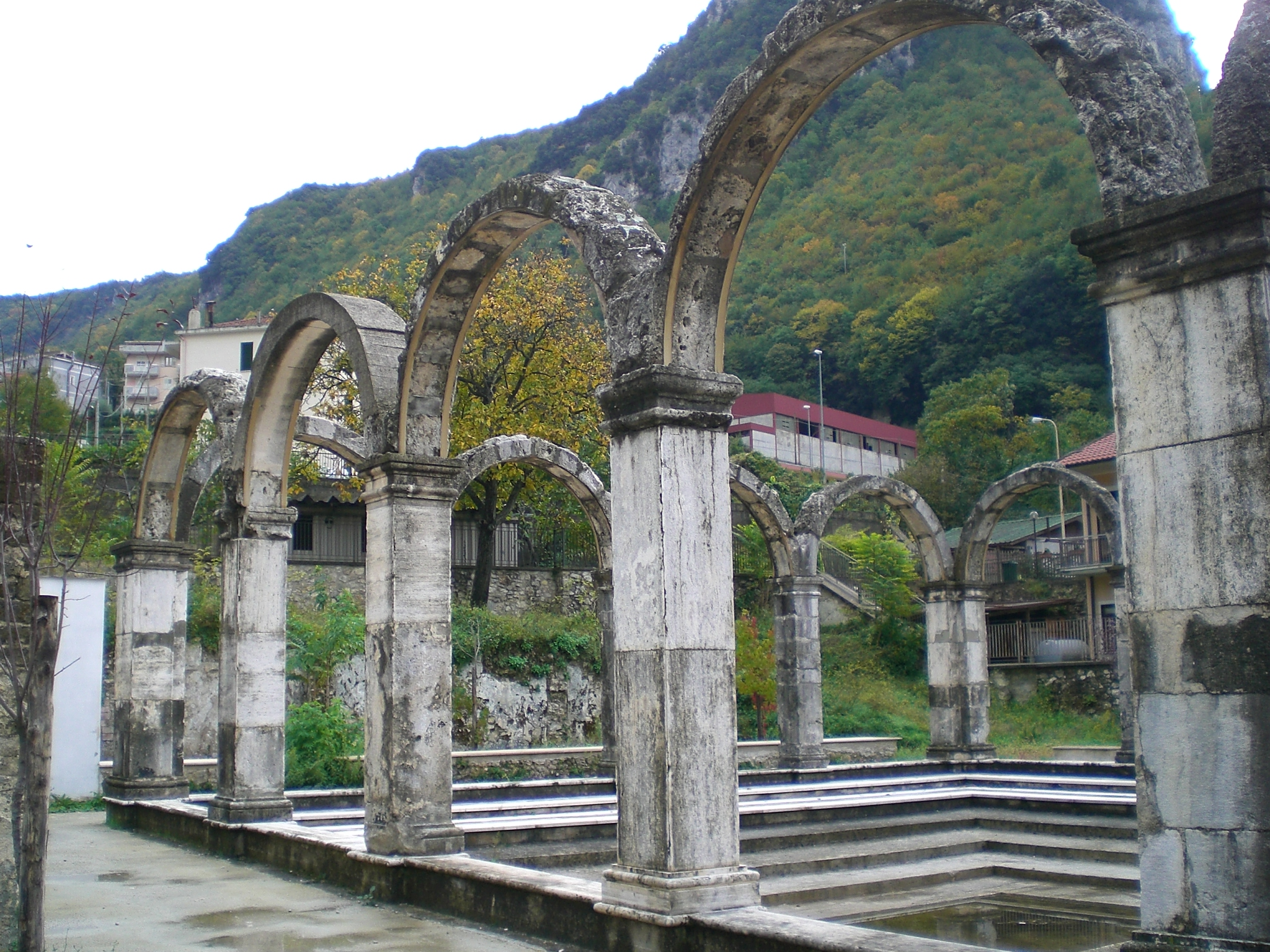
Ruderi della Caserma Immacolata Concezione

Come la caserma San Bartolomeo, la caserma della Concezione è un ex edificio claustrale degli Osservanti. Realizzato a partire dal cinquecento su un'altura argillosa a nord-est del quartiere Casalenuovo, fu varie volte rimaneggiato a seguito di movimenti franosi che ne portarono la demolizione a metà degli anni ottanta.
La struttura era composta da un edificio su due piani con al centro un chiostro colonnato e con affreschi di vita francescana. L'interno era composto da tre grandi camerate ed una ventina di stanzette.
Durante il ventennio fascista, nella struttura era presente un corpo di guardia con alloggio per un graduato e sei carabinieri.
Attualmente è stato effettuato il recupero dell'area circostante con il consolidamento dei terreni del terrazzamento sottostante e la risistemazione delle arcate del chiostro del convento.

## Gli internati
I primi detenuti furono 340 uomini catturati in diversi parti d'Italia. Per la maggioranza si trattava di profughi ebrei provenienti dalla Germania, dall'Austria, dalla Polonia, dalla Cecoslovacchia e dalla Dalmazia (Fiume); vi erano anche alcuni cittadini inglesi, francesi, russi, turchi, rumeni e lettoni e un gruppo di 40 ebrei italiani. Il numero degli internati, nell'arco del triennio, variò notevolmente oscillando fra i 230 (febbraio 1941) e i 150 (settembre 1943).
Considerato il regime coatto, le condizioni di vita nel campo erano relativamente buone. Ad esempio il 29 ottobre 1941 l'allora segretario del Partito Nazionale Fascista, Adelchi Serena, scrisse una lettera all'allora capo della polizia con la quale si lamentava della "troppa libertà in cui vivono gli internati ebrei del campo di concentramento di Campagna" e chiese "provvedimenti conseguenti da parte delle forze di polizia del regime".
Gli internati potevano ricevere visite e godere dell'assistenza, in cibo, vestiti e denaro, offerta loro dalla DELASEM. Di loro solo due morirono nel corso dei tre anni, forse di tifo, e furono sepolti nel cimitero cittadino con rito funebre celebrato da due rabbini. Fra i prigionieri c'erano molti medici ebrei che si misero a curare gli abitanti del luogo, nonostante fosse proibito dal fascismo. Fra i vari detenuti vi venne rinchiuso anche il pittore russo Alessandro Degai che dipinse diverse opere, regalandole a vari cittadini. Tutti i detenuti furono liberi di circolare per le vie e le case dell'abitato, in quanto furono accolti dai campagnesi come amici. Si crearono legami di amicizia tali che molti detenuti pranzavano a casa di amici del luogo.
Tale cosa coinvolse anche il podestà Carlino D'Ambrosio e le autorità fasciste del luogo che tennero nascoste le attività alle autorità superiori. Un ruolo essenziale ebbe il vescovo di Campagna, Giuseppe Maria Palatucci e suo nipote Giovanni Palatucci, questore di Fiume, che mandando il maggior numero possibile di ebrei istriani nel campo di Campagna, ne salvò migliaia dai campi di sterminio.
Tutta la città contribuì ad aiutare e proteggere gli internati. Per alleviare la loro detenzione fu allestita una biblioteca, una squadra di calcio che giocava periodicamente con squadre esterne e un bollettino degli internati. Nella caserma di San Bartolomeo fu allestita anche una piccola sinagoga e, per un periodo, su invito del vescovo, un pianista internato suonò l'organo in Chiesa durante la messa domenicale.
Con l'8 settembre 1943, all'arrivo delle truppe alleate a Salerno, le truppe tedesche poste nelle prossimità di Campagna, nell'intento di fare rappresaglie si diressero presso le ex caserme per giustiziare i detenuti. Giunti sul posto non trovarono nessuno, in quanto preventivamente avvisati dagli abitanti, gli internati furono fatti fuggire fra le montagne.
Campagna, in quei giorni, subì due pesanti bombardamenti da parte degli Anglo-Americani nei quali morirono circa 300 civili (incluso un ebreo ex-internato). Dopo la liberazione, avvenuta il 19 settembre 1943, presso l'edificio della caserma San Bartolomeo fu allestito un campo profughi gestito dagli Alleati.

## Itinerario della Memoria e della Pace

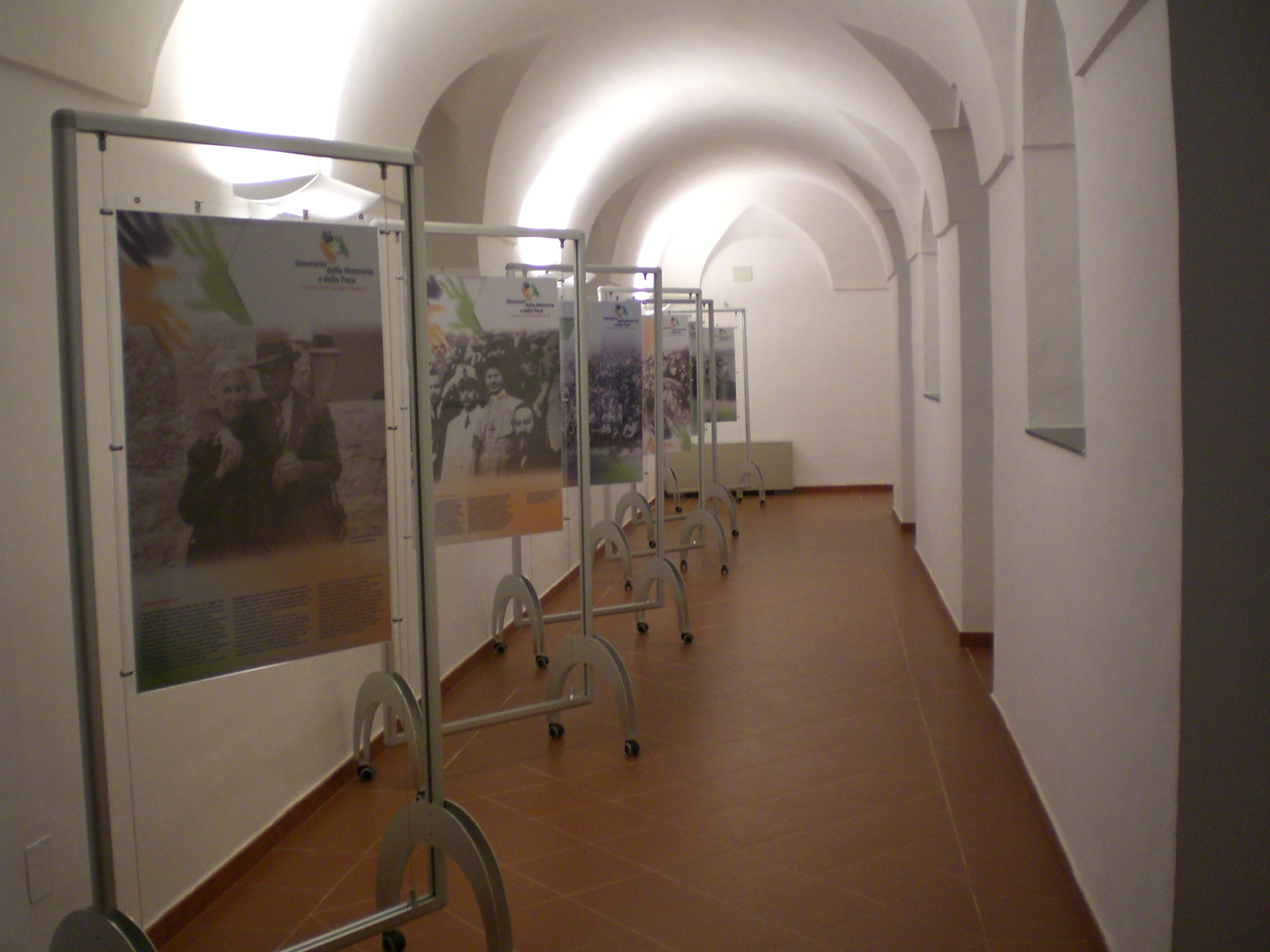
Itinerario della memoria e della pace, particolare della mostra

Nell'ex caserma di San Bartolomeo è stata allestita la mostra permanente "Itinerario della Memoria e della Pace". È un percorso culturale con pannelli fotografici- didattici riportanti documenti e foto attinenti alla Shoah in genere e alla permanenza degli ebrei nell'edificio durante il secondo conflitto mondiale, completata con la ricostruzione di una stanza degli internati e della sinagoga. È stato realizzato, inoltre, un film-documentario per la regia di Maria Giustina Laurenzi intitolato “Una storia diversa. Gli Ebrei a Campagna 1940-1943”.

## Riconoscimenti
Per quanti hanno assistito ed aiutato gli internati nel campo di Campagna, la Presidenza della Repubblica ha dato le seguenti onorificenze:
.
- È stata promossa inoltre, un'iniziativa presso lo Yad Vashem di Gerusalemme dal Comitato Giovanni Palatucci e dal rabbino Scialom Bahbout, di far attribuire a Campagna il titolo di Città dei Giusti.[5]